# 1709 a tudományban
Az 1709. év a tudományban és a technikában.

## Fizika
- Francis Hauksbee publikálja a Physico-Mechanical Experiments on Various Subjects című munkáját melyben leginkább az elektromosság terén végzett kísérleteiről ír.

## Technika
- Augusztus 8-án Bartholome de Gusmao felszáll egy hőlégballonnal Portugáliában.
- Feltalálják a kokszot.
- Bartolomeo Cristofori feltalálja a csembaló egy fajtáját.

## Díjak
- Sir Godfrey Copley tiszteletére a Royal Society megalapítja a Copley-érmet (1731-ben adják át először).

## Születések
- február 24. - Jacques de Vaucanson, mérnök és feltaláló († 1782)
- március 3. - Andreas Marggraf, kémikus († 1782)
- március 10. - Georg Wilhelm Steller, természettudós († 1746)
- április 17. - Giovanni Domenico Maraldi, csillagász († 1788)
- július 11. - Johan Gottschalk Wallerius, kémikus és mineralogus († 1785)
- augusztus 8. - Johann Georg Gmelin, botanikus († 1755)
- december 25. - Julien Offray de La Mettrie, orvos és filozófus († 1751)

## Halálozások
- június 29. - Antoine Thomas, csillagász (* 1644)
- június 30. - Edward Lhuyd, természettudós (* 1660)